# Бонвилл, Уильям (рыцарь)
Сэр Уильям Бонвилл (англ. William Bonville; приблизительно 1332 — 1408) — английский рыцарь, дед 1-го барона Бонвилла. Был одним из самых влиятельных землевладельцев юго-западной Англии. Двадцать два раза избирался в палату общин английского парламента от Девона и Сомерсета, заседал в разного рода комиссиях, участвовал в двух кампаниях Столетней войны.

## Биография
Уильям Бонвилл был сыном сэра Николаса Бонвилла и Джоан Чампернаун. Он принадлежал к старинному рыцарскому роду французского происхождения, представители которого вскоре после нормандского завоевания обосновались в Девоне и постепенно сосредоточили в своих руках обширные владения, благодаря чему начали играть важную роль в жизни этого графства и всего юго-запада Англии.
Рождение Уильяма историки датируют приблизительно 1332 годом. Известно, что в 1369 году Бонвилл нёс военную службу на континенте под началом Джона Гонта, в 1372 году он был посвящён в рыцари, а в 1377 году снова находился во Франции. Однако чаще всего сэр Уильям упоминается в источниках в связи с гражданской службой. В период с 1366 по 1402 годы он двадцать два раза избирался в палату общин английского парламента от Девона и Сомерсета (при этом в общей сложности парламент созывался за это время тридцать три раза). Бонвилл постоянно заседал в разного рода комиссиях, где разбирались дела о кораблекрушениях, вымогательствах, нападениях на собственность епископа Эксетерского (1380 и 1384 годы), незаконных собраниях после восстания Уота Тайлера (1381 год) и др. В начале правления Генриха IV сэр Уильям, находившийся уже в преклонном возрасте, получил два освобождения от службы, но и после этого он регулярно привлекался к работе. В 1400 году он был уполномоченным по розыску имущества, сокрытого сторонниками Ричарда II, в 1401 году вместе с ещё тремя рыцарями из Сомерсета участвовал в заседаниях Большого совета, примерно тогда же вербовал войска для подавления восстания Оуайна Глиндура в Уэльсе. Только в 1407 году выяснилось, что Бонвилл уже неспособен нести службу: из-за болезни и неспособности ездить верхом король освободил его от обязанности присутствовать в свите герцога Йоркского. В следующем году сэр Уильям умер.
За свою долгую жизнь Бонвилл существенно расширил родовые владения. От отца, умершего незадолго до 1366 года, он получил ряд поместий в Восточном Девоне и Сомерсете и половину поместья Джеффристон в Пембрукшире, от родственников Сен-Клеров в 1360-е годы — ещё несколько поместий в Сомерсете. Приданое первой жены сэра Уильяма включало четыре поместья в Девоне; её двоюродный брат сэр Джон Мерриотт из Мерриотта умер в 1391 году и оставил только малолетнюю дочь, которая тоже вскоре умерла, так что владения Мерриоттов были поделены между леди Бонвилл и её сестрой, женой сэра Хамфри Стаффорда. Третий брак, заключённый уже в конце жизни, принёс сэру Уильяму обширные земли в Корнуолле и Сомерсете, брак его сына Джона — земли Фицроджеров в Девоне. Кроме того, за сорок лет Бонвилл купил множество поместий в Девоне и Сомерсете. В общей сложности к концу жизни он владел сорока манорами.
О росте благосостояния Бонвилла можно судить по его завещаниям разных лет. В 1369 году, отправляясь во Францию, Уильям предписал своим дочерям в случае его смерти найти мужей с доходом не менее сорока фунтов в год; спустя шесть лет эта сумма увеличилась до ста фунтов для двух старших дочерей. Сам Бонвилл к концу жизни имел ежегодный доход более 300 фунтов, а право опекать его несовершеннолетнего наследника обошлось герцогу Йоркскому в огромную сумму — тысячу фунтов. В последнем завещании сэра Уильяма, датированном 13 августа 1407 года, фигурируют пятьдесят четыре фунта на заупокойные мессы сразу после смерти, ещё сорок фунтов — на молитвы в течение двух лет, по сорок для аббатства Ньюэнхем и на восстановление аббатства Гластонбери, 110 фунтов для нищих, пришедших на похороны или помолившихся о покойном, и 85 для бедных арендаторов.
Исследователи констатируют, что благодаря сэру Уильяму Бонвиллы стали вторым по влиянию семейством в Девоне (после Куртене) и одним из самых влиятельных семейств в юго-западной части Англии (историк К. Карпентер называет их в связи с этой эпохой «суперрыцарями» — англ. super-knights). Накопленных этим рыцарем владений и денег оказалось достаточно, чтобы его внук получил баронский титул и смог на равных бороться с Куртене за контроль над Девоном, Сомерсетом и Корнуоллом.

## Семья
Уильям Бонвилл был женат дважды. Его первой женой стала (до 1365 года) Маргарет д’Омаль, дочь сэра Уильяма д’Омаля. Потеряв супругу в 1399 году, сэр Уильям женился во второй раз — на Элис, четырежды вдове (она была замужем за Джоном Фицроджером, сэром Эдмундом Кливдоном, сэром Ральфом Карминоу и сэром Джоном Родни). В первом браке родились:
- сэр Джон Бонвилл;
- Томас Бонвилл;
- Элизабет Бонвилл, жена сэра Томаса Кэрью;
- ещё по крайней мере три дочери[1].

Сэр Уильям пережил старшего сына, так что его наследником стал внук — тоже Уильям, 1-й барон Бонвилл.